# Kimberly Caldwell
Kimberly Caldwell nome d'arte di Kimberly Ann Caldwell (Texas, 25 febbraio 1982) è una cantante, attrice e conduttrice televisiva statunitense.

## Discografia

### Album Studio
- 2011 - Without Regret - (Capitol Records)

### Collaborazioni
- 2012 - Gianni Fiorellino feat. Kimberly Caldwell - Amore Inevitabile

## Filmografia

### Film
- 2007 - Wrong Turn 2 - Senza via di uscita, regia di Joe Lynch

### Serie Televisive
- 2001 - Popstars 2
- 2005 - Amore e patatine (Life on a Stick)
- 2005 - 411
- 2008 - Twentysixmiles

## Programmi Televisivi
- 2006 - Celebrity Paranormal Project
- 2006/2009 - Idol Chat
- 2009 - P. Diddy's Starmaker
- 2010 - LA Ink
- 2011 - Rock and Roll Fantasy Camp
- 2012 - Best Ink
- 2012 - Franklin and Bash